# Frans de Weert
Frans de Weert (Breda, 1604 - Candia, 1648) was een Nederlandse vestingbouwkundige uit de tweede helft van de Tachtigjarige Oorlog die als een van de weinigen in dienst trad van een Zuid-Europese (katholieke) mogendheid, namelijk de republiek Venetië.

## Biografie
De Weert werd geboren in Breda, waar hij vermoedelijk in aanraking kwam met geleerden als René Descartes, Isaac Beeckman en Simon Stevin. Zijn familie stond in contact met de gouverneur van Breda, Justinus van Nassau, een buitenechtelijke zoon van Willem van Oranje. De Weert, waarvan onbekend is welke opleiding hij volgde, was in het begin van de 1620-er jaren betrokken bij de uitbouw van de vestingwerken van Breda. Daar zal hij als autodidact in de praktijk zijn getraind als vestingbouwkundige. Na het verlies van Breda aan de Spanjaarden (1625) vertrok de familie De Weert naar Holland en vestigde zich in Delft en Den Haag. 
Frans de Weert werd aangenomen als vestingbouwkundige in het prinsdom Orange, wellicht op voorspraak door Justinus van Nassau, bij Frederik Hendrik, toen stadhouder van Orange. Frans de Weert trof in Orange een oude bekende aan, gouverneur Johan de Hertoghe, een zoon van de voormalige Bredase burgemeester Willem de Hertoghe, ongetwijfeld een bekende van de familie De Weert. Hij trouwde in 1627 met de protestantse, uit Avignon afkomstige, Eleonore de Pinet. Circa 1630 vertrok het gezin naar Den Haag, wellicht omdat de pest was uitgebroken in Orange en gouverneur Johan de Hertoghe overleed na een heftig conflict met de machthebbers in Den Haag.
In Den Haag bekwaamde Frans de Weert zich in de geodesie en werd in 1632 toegelaten door het Hof van Holland als landmeter in Holland en Westfriesland. Hij kon daarbij een verklaring van geschiktheid overleggen van de Leidse hoogleraar in de vestingbouw en wiskunde, Frans van Schooten senior. De Weert was lidmaat geworden van de Waalse Kerk in Den Haag en vervulde in 1634 de functie van diaken. Met zijn vriend uit de Bredase periode, Francois Koedijcx, hield hij zich bezig met onroerend goed-transacties, vaak verleden voor een andere bekende uit Breda: notaris Lambert Rietraet. De vrienden werden solliciteurs van de kapitein in het Staatse leger Archibald Douglas of Lochleven. Diens militairen maakten deel uit van het regiment van David Balfour, commandant van de Schotse Brigade.
Frans de Weert was inmiddels in beeld gekomen van de republiek Venetië, die driftig op zoek was naar goede ingenieurs om de belangen van deze staat te dienen, zowel op het vasteland ('Terraferma')  bij Venetië, als overzees. De krijgsman Peter Milander, wiens vader secretaris was geweest van prins Maurits, en de rechtsgeleerde Dirck Graswinckel hadden hem desgevraagd aanbevolen bij de Venetiaanse ambassadeur Francesco Michiel. Het leidde ertoe dat het gezin De Weert met een leerling-ingenieur, Jacob de Borck, eind 1635 naar Venetië vertrok.
De Weert had kennelijk een brede belangstelling, want hij kende de Nederlandse koopman/kunstverzamelaar Jan van Reynst, die in Venetië woonde en een introductie schreef over De Weert voor Galileo Galileï. Hij had namelijk het boek "Dialogi de systemati mundi" van Galileo Galileï in het Nederlands vertaald en wilde graag met de grote leerde in contact komen. Bevriende geleerden rond Galileï hadden de meester al gewezen op het bestaan van deze 'Vlaamse' ingenieur en diens vertaling. Lodewijk Elsevier, die De Weert gezien zijn reisschema's in Venetië kan hebben ontmoet, was geïnteresseerd in het publiceren van deze vertaling van Frans de Weert.
Zoals vaak kwam de oorlog tussenbeide. Venetië, dat het eiland Kreta (ook wel evenals haar hoofdstad Candia genoemd) beheerste, werd aangevallen door de Turken. De Weert werd naar Kreta gestuurd waar hij de vestingwerken moest inspecteren, onderhouden en waar mogelijk verbeteren. Hij was werkzaam in Marati, Suda en Sitia, maar zijn belangrijkste werkzaamheden betroffen de renovatie van de vestingwerken van de stad Candia (thans Heraklion). De Weert had echter in toenemende last van het hete en vochtige klimaat op Kreta en verzocht om terugplaatsing naar Venetië. Dit werd goedgevonden in 1641 nadat hij nog een advies had uitgebracht over de vestingwerken van de stad Canea. 
Terug in de Terraferma van Venetië was De Weert betrokken bij waterbouwkundige werken rondom de lagune, maar ook vestingwerken aan de monding van de rivier de Bondeno, Legnago en Ponte di Lago Scuro. Hij was aanwezig in het Venetiaanse leger te velde en woonde in 1643 in Verona. Hier overleed zijn leerling Jacob de Borck. 
Helaas werd weer een beroep op hem gedaan in Candia, waar hij in 1645 naar vertrok met zijn zoon Jan, die inmiddels ook ingenieur in Venetiaanse dienst was. De rest van het gezin bleef in Padua. Op Kreta maakte hij het beleg mee van de stad Candia, dat dapper verdedigd werd tegen een grote overmacht van Turkse aanvallers. Zijn oudste zoon Jan stierf tijdens het beleg, dat na 56 dagen werd beëindigd met de overgave van de Venetiaanse bezetting en vrije uittocht voor de 12.000 belegerden. De Weert was hierna vooral in de stad Candia te vinden, die inmiddels belegerd werd door de Turken. Bij een stoutmoedige uitval van de Franse graaf Achille de Romorantin liet De Weert het leven te midden van de vluchtenden, toen de Turken met een corps cavalerie de tegenaanval inzetten. Zo eindigde in mei 1648 het leven van deze nagenoeg onbekende Nederlandse ingenieur in Candia tijdens een van de langste belegeringen (1648-1669) in de geschiedenis.